# Curtea Coroanei
Curtea Coroanei (în engleză Crown Court) este instanța penală de primă jurisdicție din Anglia și Țara Galilor, responsabilă cu judecarea tuturor infracțiunilor grave, a unor infracțiuni cu caracter mixt și a apelurilor împotriva hotărârilor pronunțate de instanțele magistraților. Este una dintre cele trei Instanțe Superioare din Anglia și Țara Galilor.
Curtea Coroanei funcționează în aproximativ 92 de locații din Anglia și Țara Galilor, organizate pe Circuite. Curtea este administrată de HM Courts and Tribunals Service, o agenție executivă din subordinea Ministerului Justiției.

## Istoric
În trecut, Anglia și Țara Galilor utilizau un sistem de curți de jurați și sesiuni trimestriale pentru judecarea infracțiunilor prin procedură de act de acuzare.Totuși, Comisia Beeching din 1969 a recomandat înlocuirea acestui sistem din modelul crown courts introdus în orașele Liverpool și Manchester.
Actuala Curte a Coroanei a fost înființată la 1 ianuarie 1972 prin Courts Act 1971, instituind o instanță unitară de judecată pentru întreaga jurisdicție. Odată cu unificarea serviciilor judiciare în cadrul actualului HM Courts and Tribunals Service, Curtea Coroanei împarte frecvent spații cu instanța civilă și cu curțile magistraților.

## Proceduri

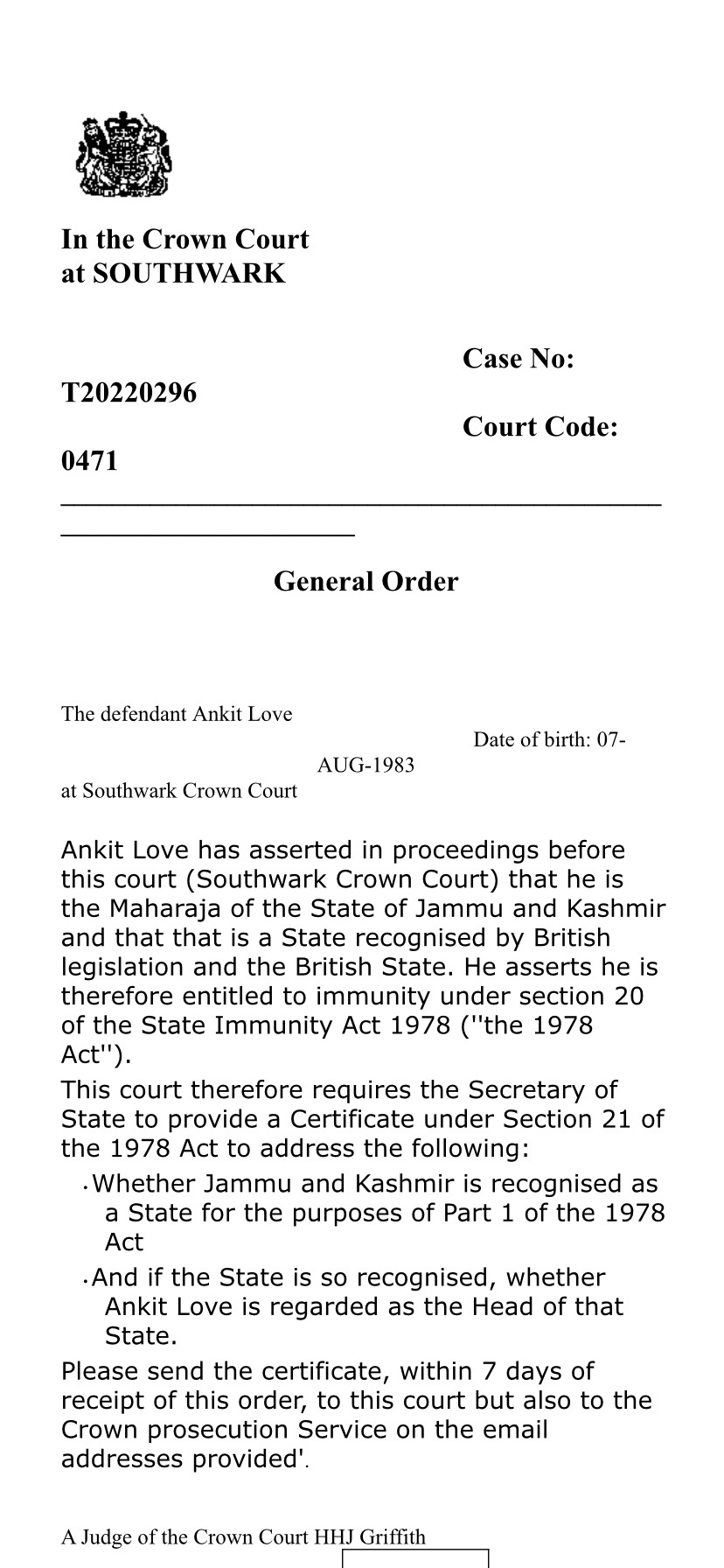
Un ordin al Curții Coroanei emis de judecătorul circuitului Martin Griffith împotriva Secretarului de Externe în ceea ce privește un certificat de imunitate pentru Ankit Love și Jammu și Kashmir

Curtea Coroanei îndeplinește patru activități principale:
- judecarea cu juriu a infracțiunilor grave (indictable offences),
- soluționarea apelurilor împotriva hotărârilor pronunțate de instanțele magistraților,
- pronunțarea pedepselor în cazurile trimise de instanțele magistraților,
- pronunțarea pedepselor în cazurile în care inculpații au fost condamnați în fața Curții Coroanei.

La începutul anului 2016, durata medie de la înregistrarea unui caz în fața Curții Coroanei până la soluționare era de 177 de zile.

### Apeluri împotriva hotărârilor instanțelor magistraților
Curtea Coroanei poate soluționa apeluri privind condamnarea, sentința sau ambele, formulate de persoane condamnate de instanțele magistraților. În cadrul acestei proceduri, Curtea Coroanei are competența de a confirma, anula sau modifica orice parte a hotărârii contestate. Poate aplica orice pedeapsă aflată în limita atribuțiilor unei instanțe de magistrați.
În 2015, Curtea Coroanei a soluționat 11.348 de apeluri, iar timpul mediu de așteptare a fost de 8,8 săptămâni.

### Trimiteri pentru stabilirea pedepsei de către instanțele magistraților
Inculpații pot fi trimiși de la o instanță de magistrați către Curtea Coroanei dacă atribuțiile de sancționare ale acesteia sunt insuficiente. Trimiterile pot apărea și ca urmare a încălcării termenilor unui Community Order sau a unei sentințe cu suspendare. Această situație poate apărea, de exemplu:
- dacă pedepsele cumulate pentru condamnări depășesc 12 luni de închisoare,
- dacă o condamnare unică necesită o pedeapsă de peste 12 luni de închisoare.

În 2015, Curtea Coroanei a soluționat 30.802 de astfel de cazuri.

### Contestarea deciziilor Curții Coroanei
În cazul proceselor din Curtea Coroanei desfășurate pe baza unui rechizitoriu, apelul se adresează Diviziei Penale a Curții de Apel, iar ulterior, dacă este permis, Curții Supreme. În toate celelalte cazuri, apelul împotriva deciziilor Curții Coroanei se face prin declarație de caz către o Curte Divizionară a Înaltei Curți.

## Persoane

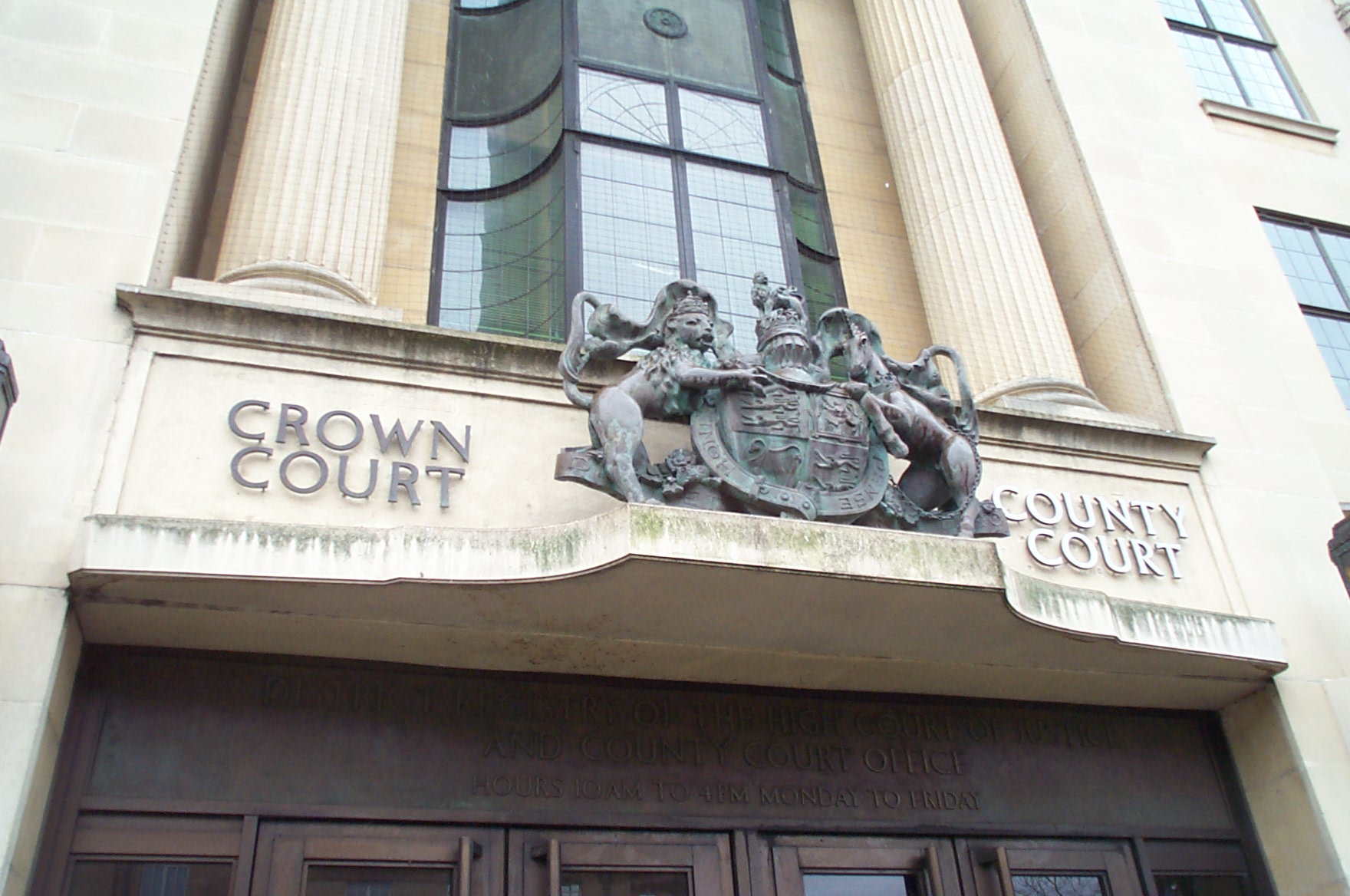
Curtea Coroanei și Curtea Județeană din Oxford

### Judecători
Judecătorii care prezidează în mod obișnuit în cadrul Curții Coroanei sunt judecători ai Înaltei Curți, judecători de circuit și recorders (judecători cu normă parțială).
- Cele mai grave cazuri (trădare, crimă, viol etc.) pot fi repartizate judecătorilor Înaltei Curți și judecătorilor de circuit superiori.
- Apelurile împotriva condamnărilor sau sentințelor provenite de la instanțele magistraților sunt, de obicei, judecate de un judecător de circuit sau un recorder, împreună cu unul sau doi magistrați experimentați.
- Restul cazurilor sunt soluționate de judecători de circuit și recorders, deși recorders tratează în general cauze mai puțin grave.

Repartizarea cauzelor se face conform instrucțiunilor date de Lord Chief Justice (Judecătorul-șef al Angliei și Țării Galilor).

### Avocați
Pentru a pleda în fața Curții Coroanei este necesar un drept de audiență extins. Asta înseamnă că doar barristers (avocați pledanți), solicitor advocates și anumiți executivi juridici autorizați pot reprezenta clienți în instanță. Solicitors pot asista la ședințe, însă nu au dreptul de a lua cuvântul direct în fața instanței.

### Personalul instanței
Instanța este administrată în principal de grefierul instanței , care poartă o babetă albă cu benzi verticale și o robă neagră. Acesta este asistat de aprod (Court Usher), singura persoană care se mișcă în sală în timpul ședințelor, purtând o robă peste ținuta formală de birou.

### Ținuta de instanță
Ținuta oficială este aproape întotdeauna purtată. Cu toate acestea, perucile pot fi îndepărtate în situații excepționale, la decizia judecătorului, precum în situațiile când depun mărturie copii.

## Dispunerea sălii de judecată

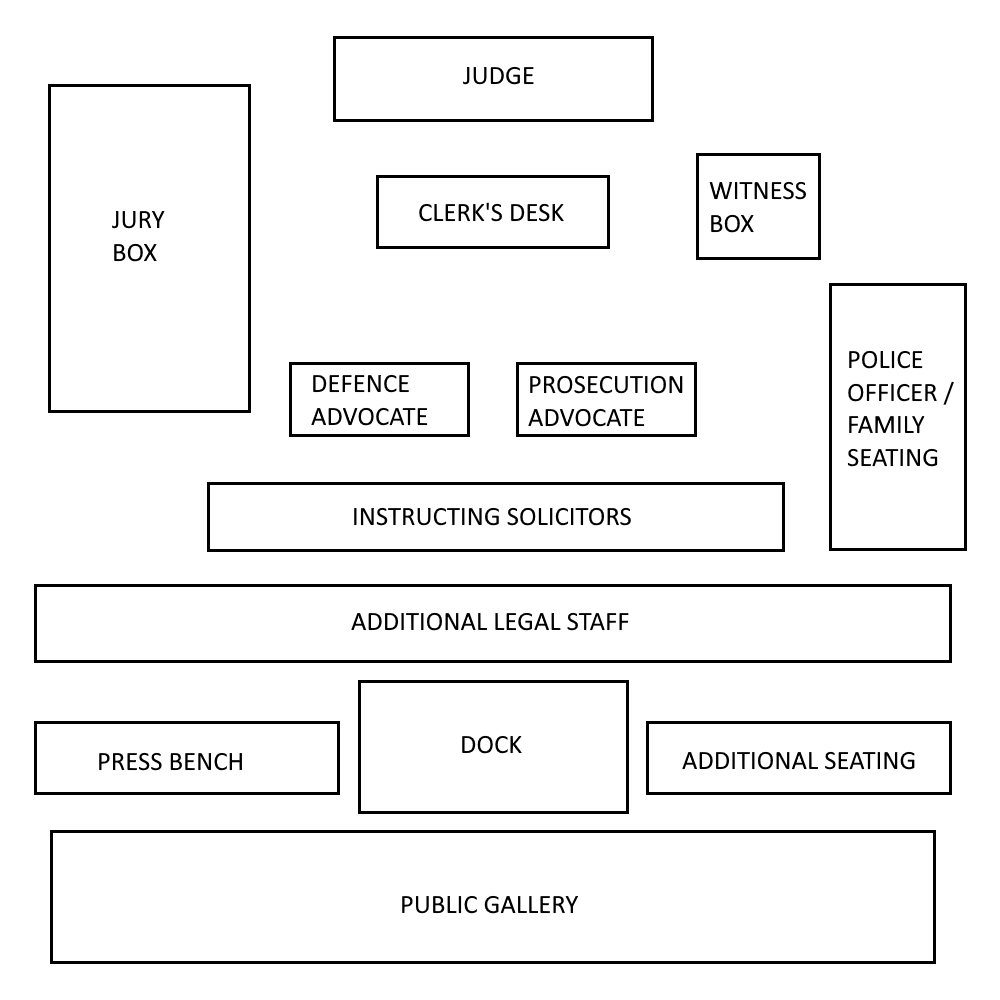
Planul Curții Coroanei

O sală de judecată a Curții Coroanei este alcătuită din mai multe elemente fizice. Din perspectiva inculpatului:
- Judecătorul stă pe o estradă înaltă, în partea din spate a sălii. Deasupra se află, de obicei, Stema Regală a Marii Britanii.
- În fața judecătorului se află biroul grefierului instanței, orientat către sală. Aici se poate afla și un birou pentru aprodul instanței.
- În fața grefierului se află locurile pentru avocați, orientate spre judecător. Poate fi o bancă lungă sau două separate și uneori împart același birou cu grefierul. Apărarea este așezată întotdeauna cel mai aproape de juriu.
- Pe una dintre laturile spațiului pentru avocați se află boxa juraților, orientată spre interior.[7]
- Pe cealaltă parte se află locul martorului, orientat spre jurați. Aici poate exista un paravan, de regulă o perdea, care să ascundă martorul de inculpat, pentru a ușura depoziția.
- În spatele avocaților se află locurile pentru consultanții juridici ai acestora (solicitors).
- Mai în spate se află locuri pentru parajuriști, reprezentanți ai probațiunii și banca pentru jurnaliști acreditați.
- În spatele tuturor acestor zone se află boxa inculpatului, o zonă delimitată, destinată inculpatului/inclupaților. De aici există acces direct către celulele instanței, de obicei printr-o ușă care duce la subsol.
- În spatele boxei inculpatului (sau uneori pe laterale) se află locuri pentru polițiști, membri ai familiei și alte persoane relevante pentru caz.
- În partea din spate a sălii, sau la balcon, se află galeria publicului.[6]

Dispunerea poate varia de la o instanță la alta. Unele săli mai vechi, cum este cea a Curții Coroanei din Gloucester, sunt mai compacte, în timp ce altele, mai noi, sunt mai spațioase. Există instanțe cu o dispunere circulară, dar poziționarea generală a elementelor rămâne aceeași.

## Galerie

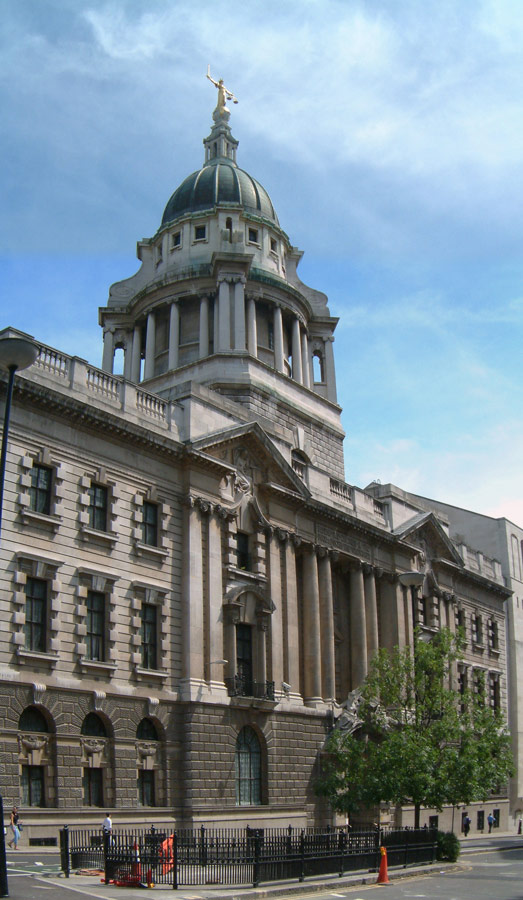
Curtea Penală Centrală, mai bine cunoscută sub numele de Old Bailey, este centrul Curții Coroanei pentru City of London
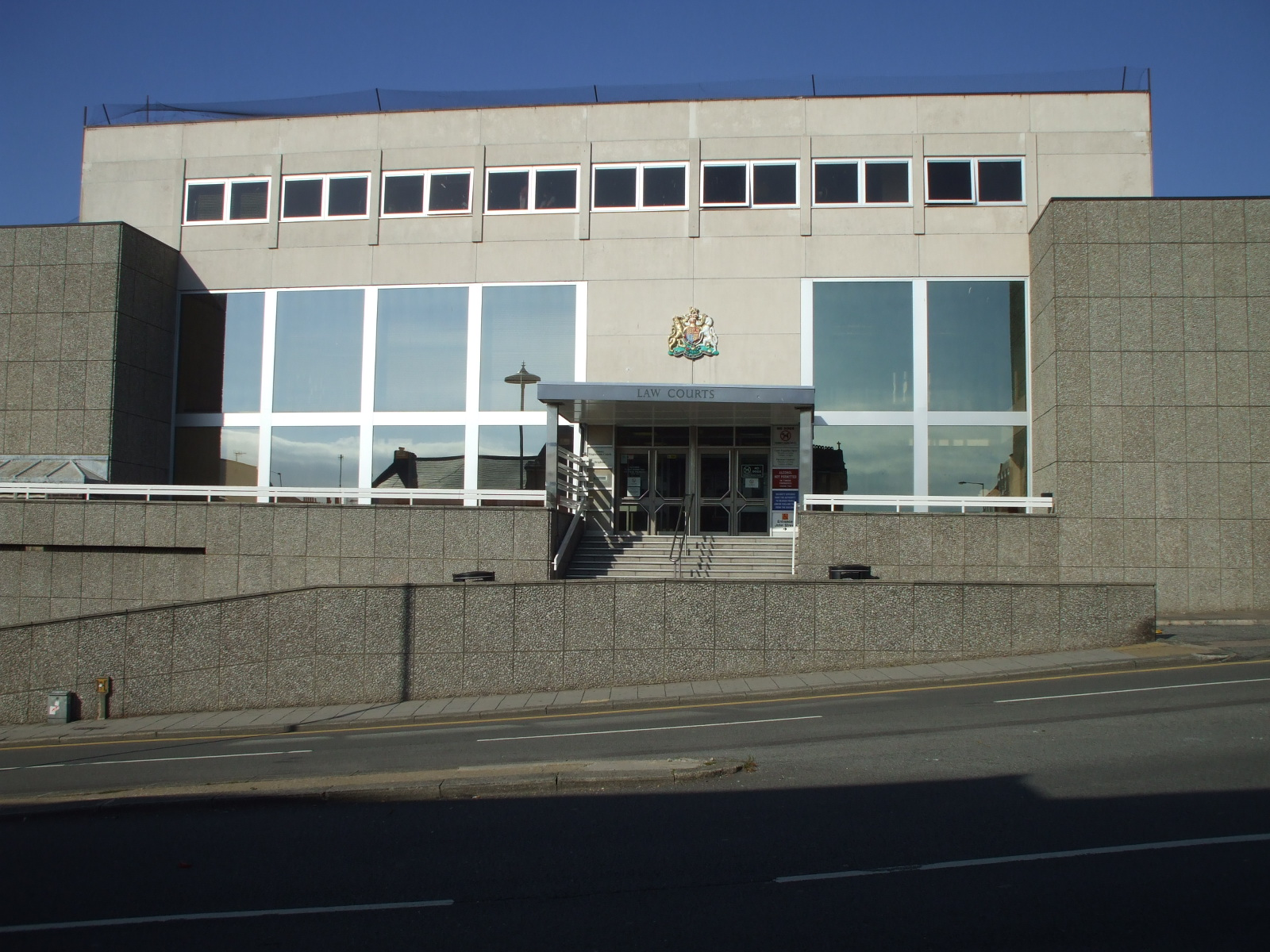
Instanțele de Drept din Brighton
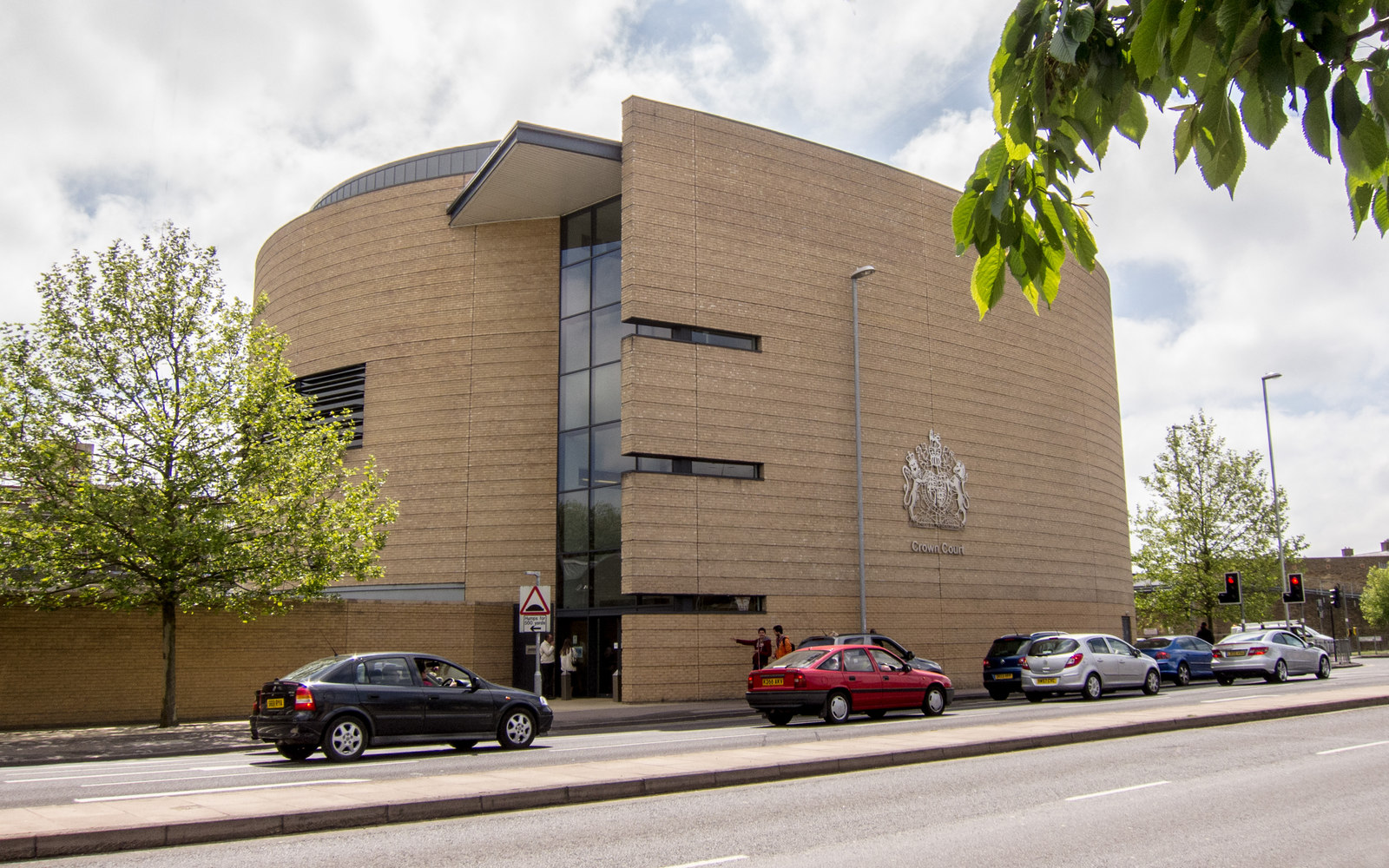
Curtea Coroanei Cambridge
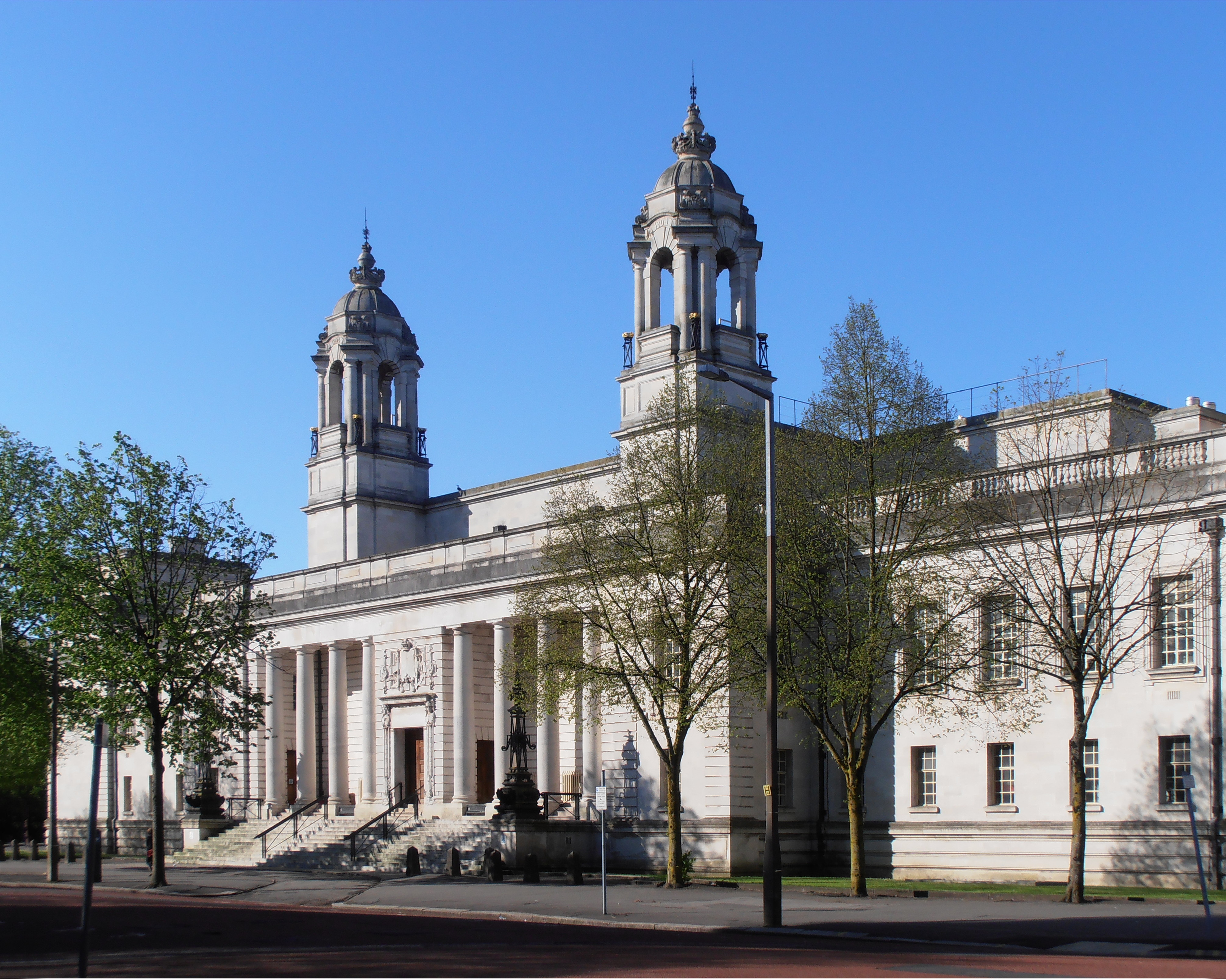
Curtea Coroanei Cardiff
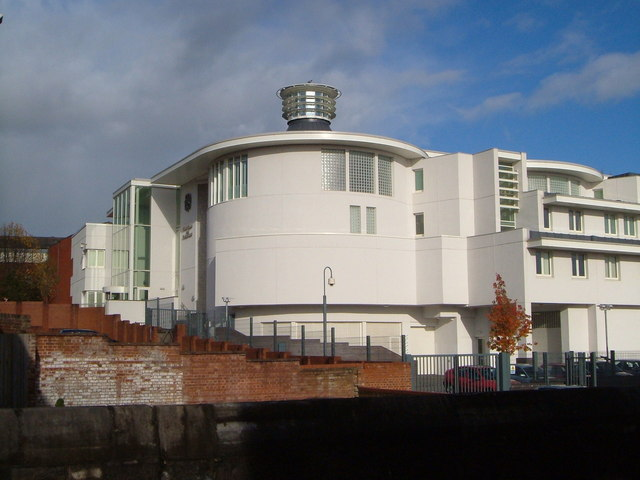
Instanțele de Drept Exeter
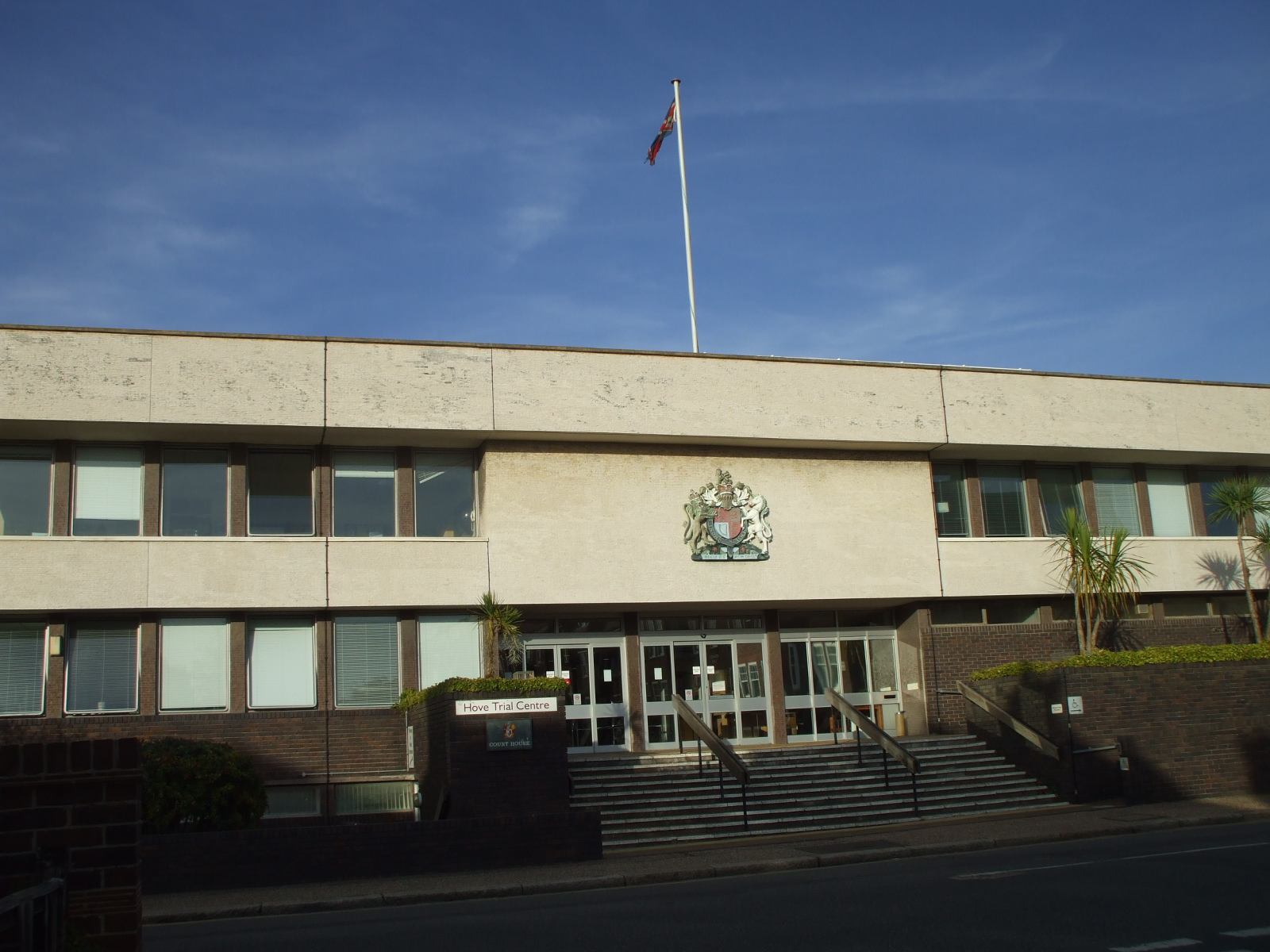
Tribunale de Drept din Hove
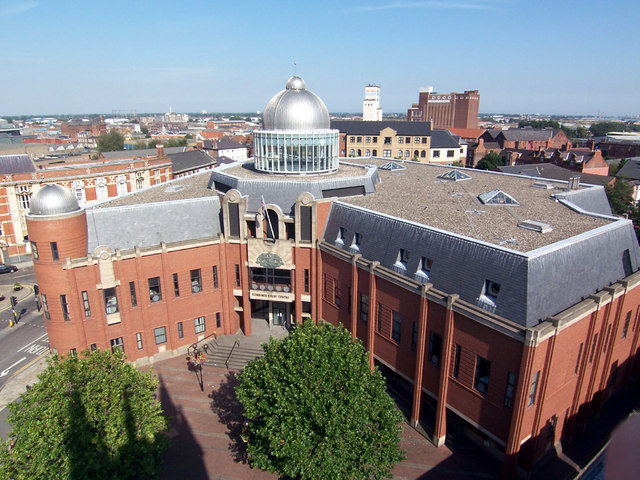
Centru al Curții din Kingston upon Hull
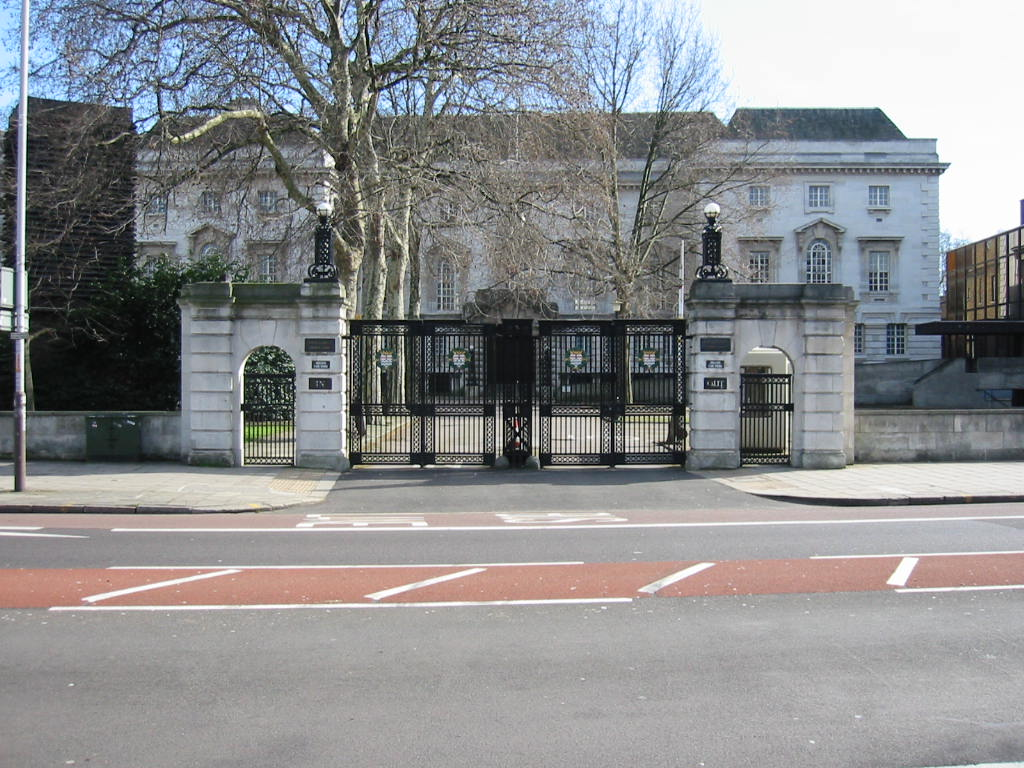
Curtea Coroanei din Londra
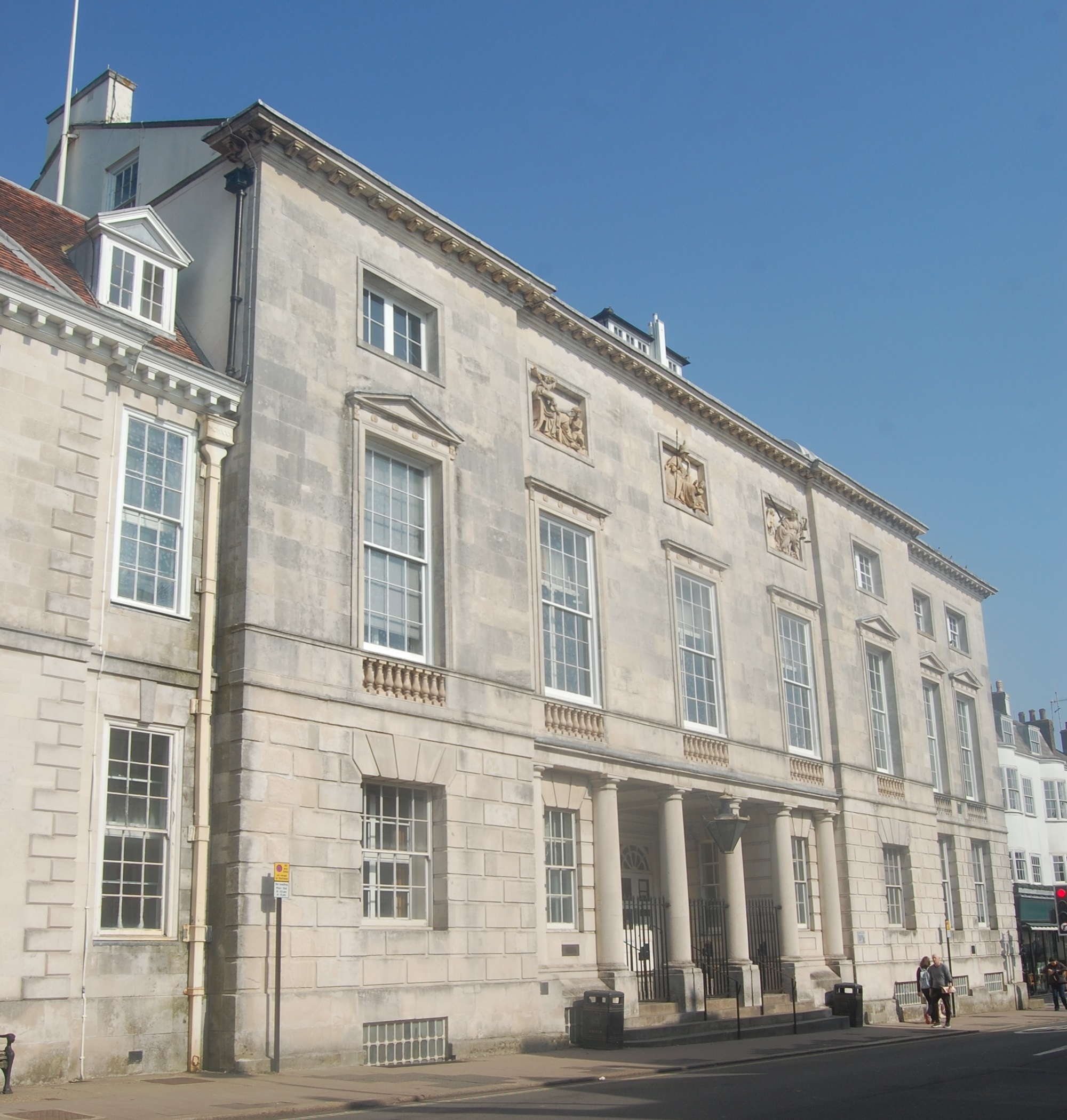
Curtea Coroanei Lewes
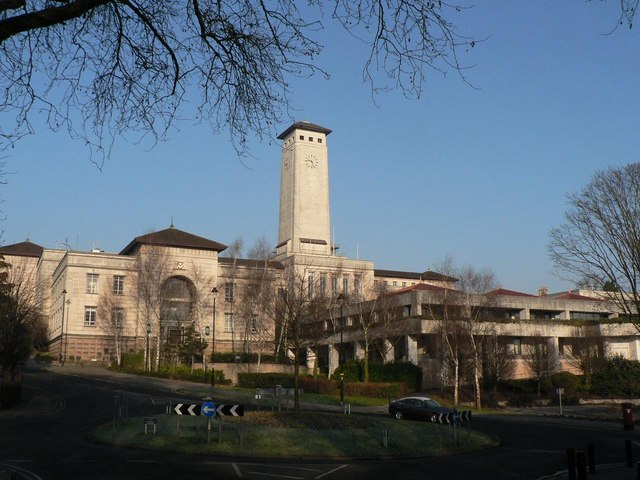
Curtea Coroanei Newport
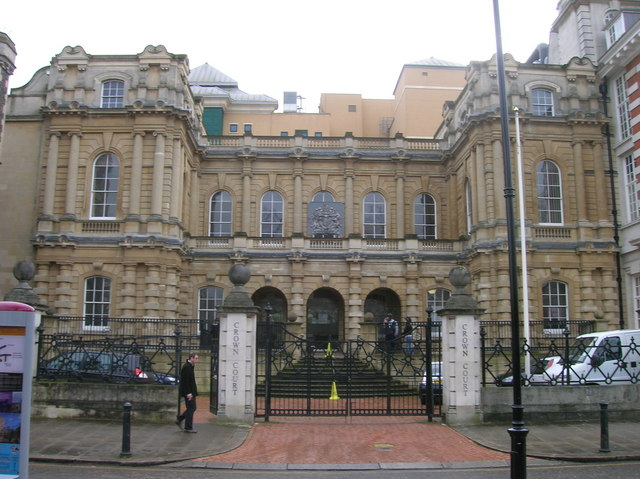
Curtea Coroanei Reading
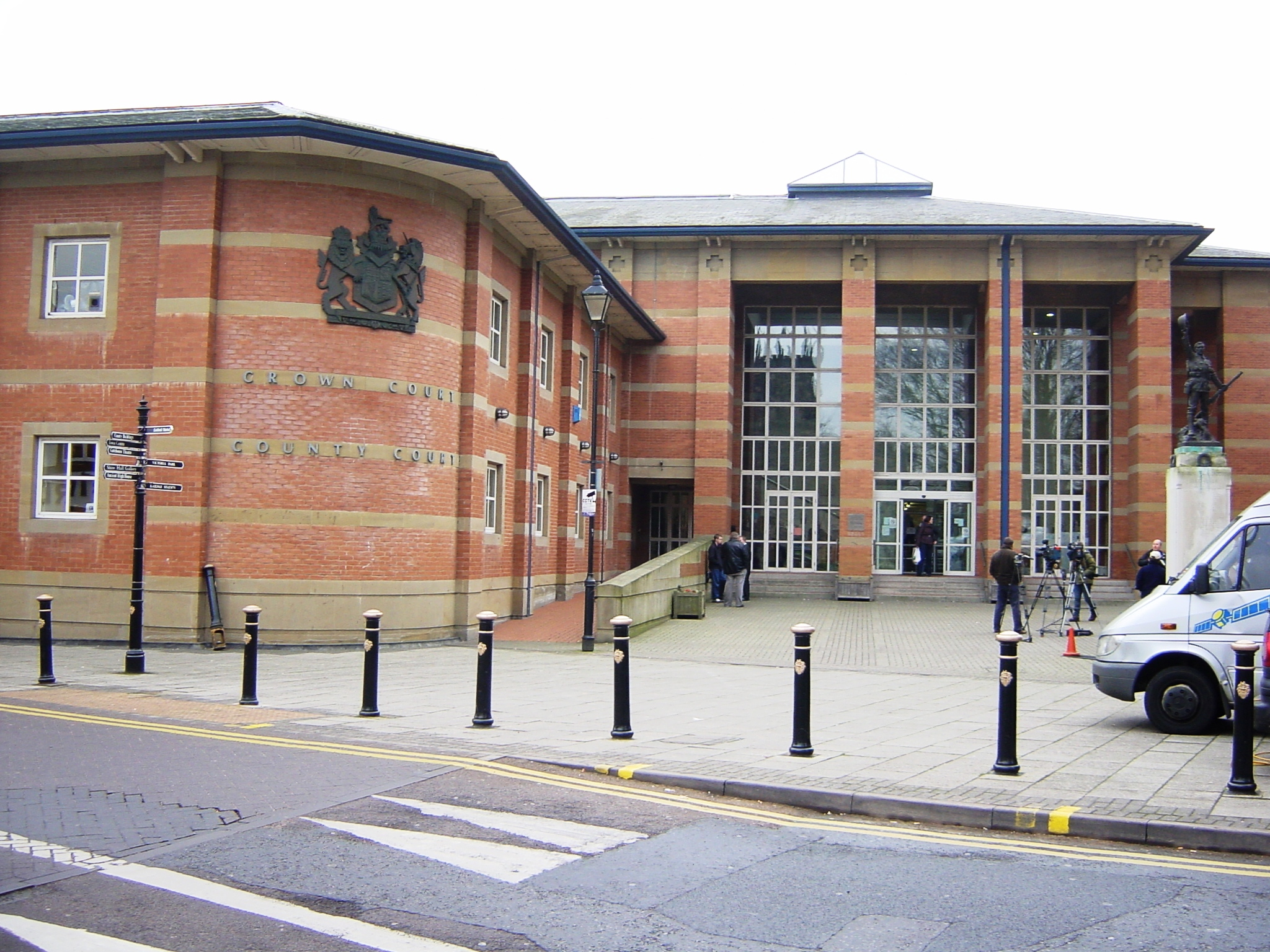
Curtea Coroanei Stafford
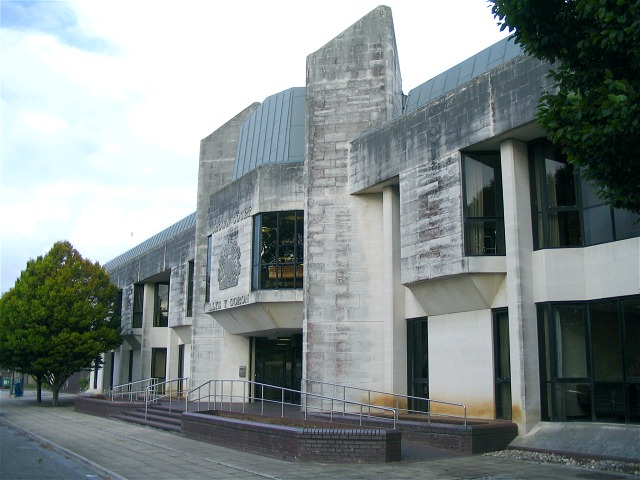
Curtea Coroanei Swansea
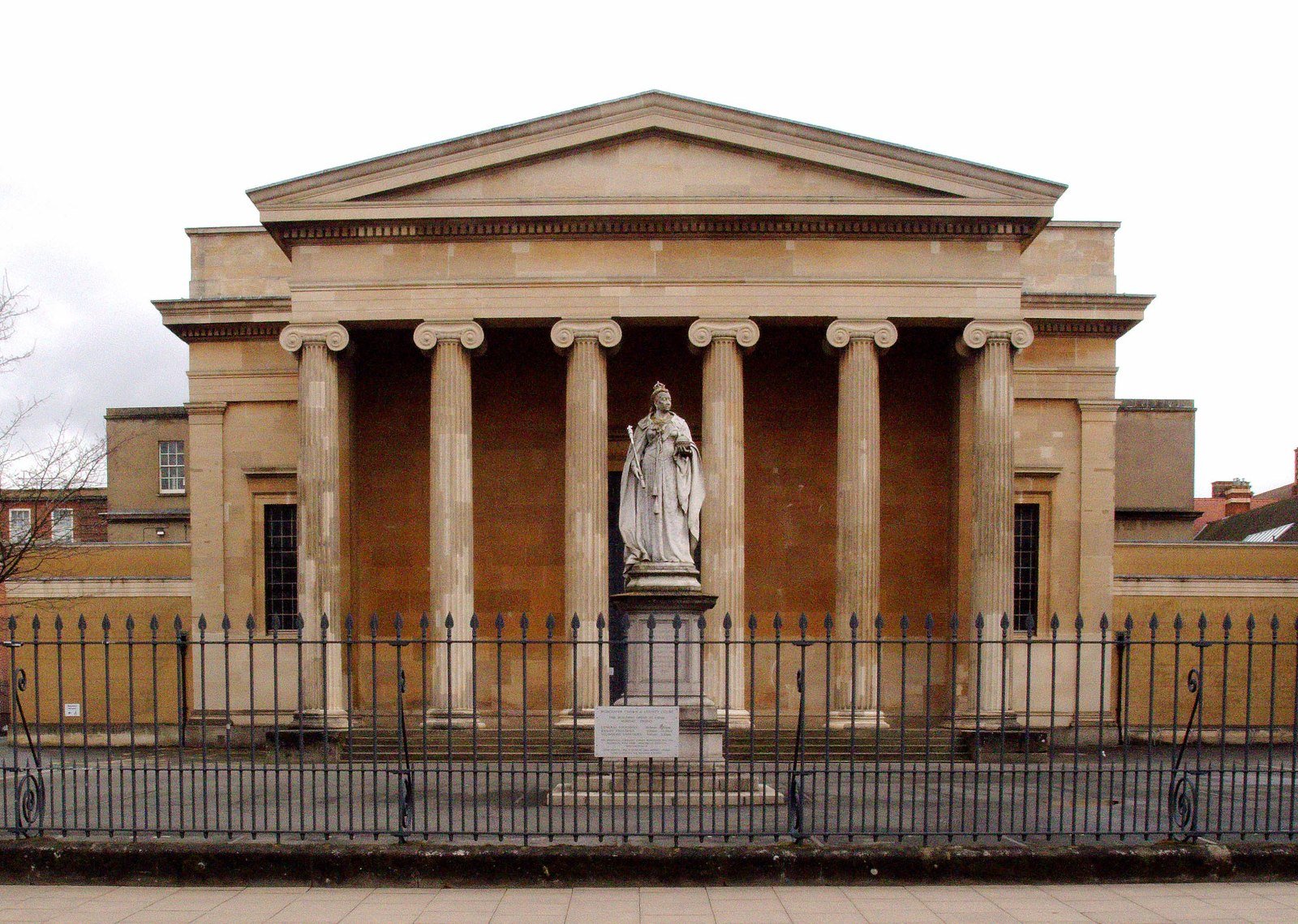
Curtea Coroanei Worcester
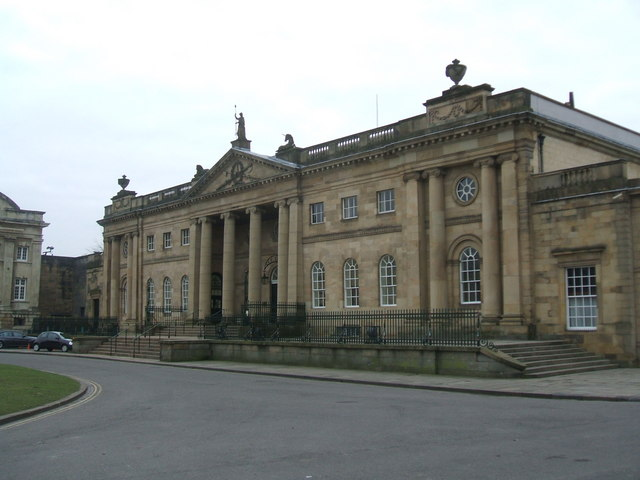
Curtea Coroanei York